# Dave Baksh
David Nizaam Baksh (surnommé Dave « Brownsound » Baksh) est un guitariste canadien né à Toronto (Canada) le 26 juillet 1980. Il est l'un des deux guitaristes du groupe Sum 41, assurant notamment les solos dans de nombreuses chansons du groupe comme In Too Deep, No Brains, The Hell Song, ou encore The Bitter End. Il s'occupe également des chœurs.

## Biographie
Né de parents guyanais, Dave grandit dans le sud d'Ajax au Canada. Il commence la guitare très tôt et joue dans de nombreux groupes tels que A.N.D.P ou Anatomy avant de rejoindre Sum 41 en 1996.
En 2006, il quitte le groupe pour se consacrer à un nouveau projet : Brown Brigade. Il réintègre finalement Sum 41 en 2015.
Il joue avec des guitares de la firme PRS.

## Influences musicales
- Judas Priest
- Iron Maiden
- Anthrax
- Metallica
- Born&Dead
- Radio Jumbo
- Kevin Martin
- Pierrick Armand
- Dylan Cury